# Дімасангкай Адел
Дімасангкай Адел (Аділь) (д/н — 1585) — 4-й султан Магінданао в 1578—1585 роках.

## Життєпис
Старший син султана Бангкаї. Його матір'ю була донька вождя одного з племен іранун (західне узбережжя Мінданао). Дата народження невідома, але за іспанськими повідомленнями, коли 1578 року він посів трон, то був вже похилого віку.
Загалом продовжив політику попередника, відмовившись від активної зовнішньої політики, намагаючись розширити вплив дипломатією та проповіддю ісламу.
Помер Дімасангкай Адел 1585 року. Його спадкував зведений брат Гугу Сарікула.

## Родина
Дружина — Імбог з султанату Сулу
Діти:
- Пагуан Гоан, дружина Адасаолана, раджи о.Басілан
- Аматундінг, раджа Муда